# Andrena virginiana
Andrena virginiana là một loài Hymenoptera trong họ Andrenidae. Loài này được Mitchell mô tả khoa học năm 1960.

## Hình ảnh

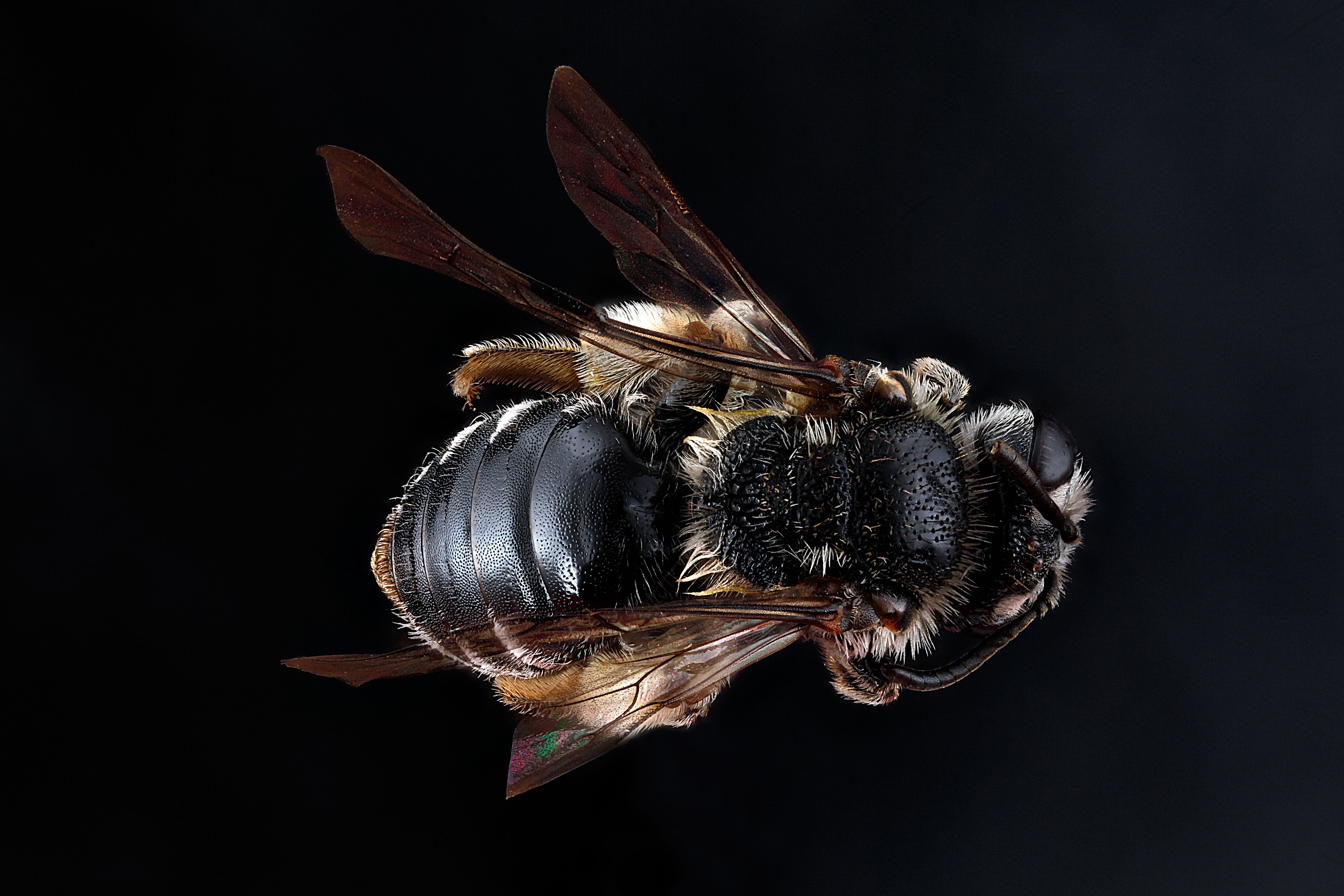
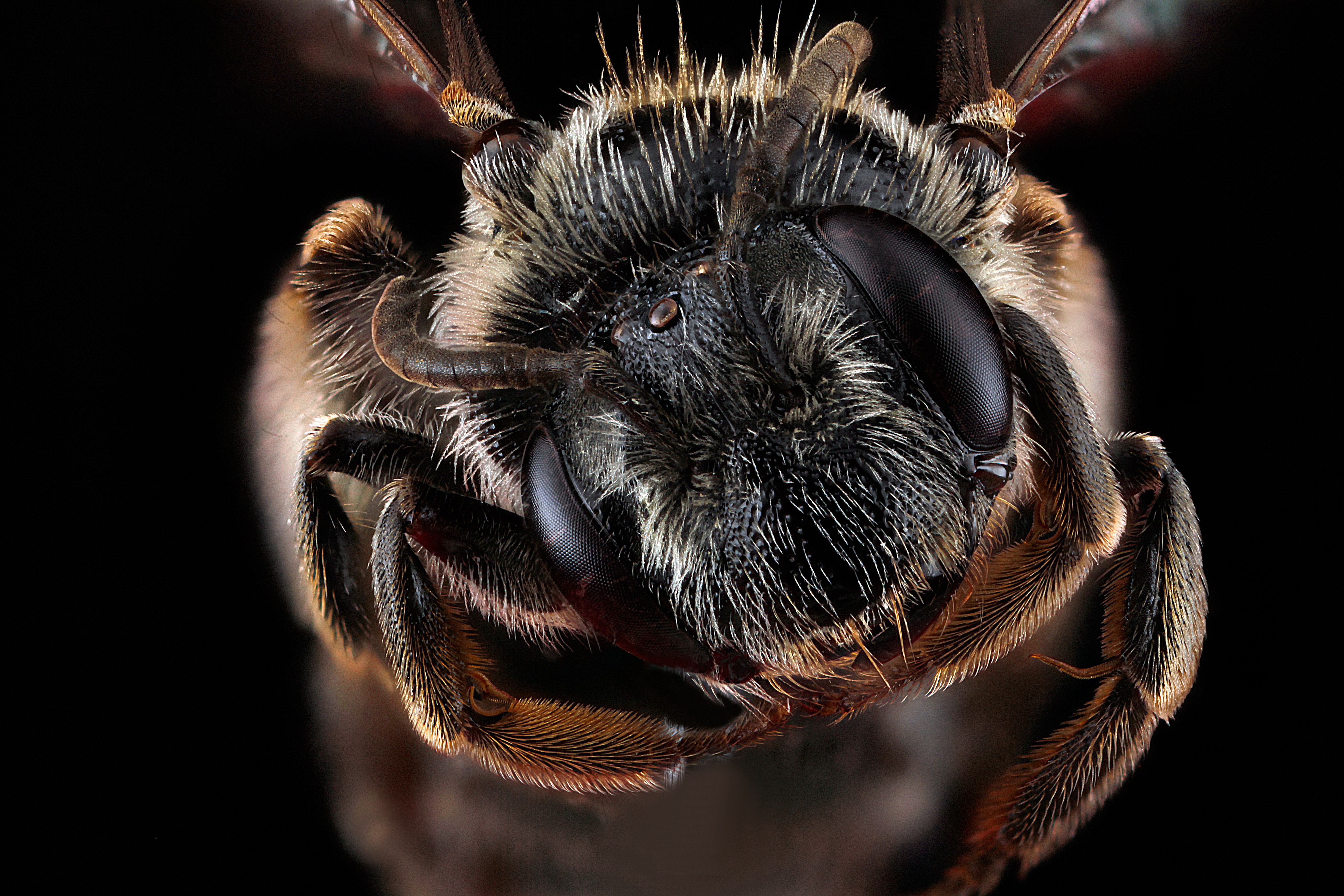